# Вверх (картина Кандинского)
«Вверх» (англ. Upward, итал. Verso l'alto, нем. Empor) — абстрактная картина русского художника Василия Кандинского, написанная в 1929 году в Баухаусе в Дессау, и хранящаяся в Коллекции Пегги Гуггенхайм в Венеции, Италия.

## Описание
На картине изображен набор геометрических фигур, собранных в единое целое, что наводит на мысль о восходящей энергии. Василий Кандинский добивается эффекта энергии, поднимающейся вверх, и одновременно закрепляет формы, балансируя их по обе стороны от непрерывной вертикальной линии. Геометрические формы и секции кругов объединяются в структуру, подвешенную в поле насыщенного бирюзового и зелёного цветов. Часть круга деликатно покоится на заостренном основании. Другой фрагмент круга скользит по вертикальному диаметру, выходя за пределы окружности первой формы и проникая в пространство над ней. Линейный рисунок в правом верхнем углу данного полотна повторяет вертикальную направленность центрального мотива в основании которого и в правом верхнем углу отчётливо видна заглавная буква E, возможно, обозначающая начальную букву немецкого названия картины — Empor. Точка и горизонтальная линия в главном полукруге наводят на мысль о человеческом лице; подготовительные рисунки указывают на то, что это поздние добавления. Картина напоминает стиль Пауля Клее, который был другом и коллегой Кандинского по Баухаусу.

## Значение
Физиогномический характер полотна указывает на связь Кандинского в Баухасзе в Дессау с коллегами по «Синему всаднику» — художниками Паулем Клее и Алексеем Явленским. Явленский показал шестнадцать абстрактных работ на выставке объединения в 1929 году, которые предложили Кандинскому модель больших абстрактных лиц, состоящих из геометрических плоскостей неестественного цвета и подчёркнутых штриховыми чертами. Однако метод работы Кандинского больше походил на метод Клее, который начинал с интуитивно выбранных форм, постепенно наводящих на мысль об аналогах в мире природы, чем на метод Явленского, который начинал с модели и двигался к абстракции.